# Ludwig Holtmeier
Ludwig Holtmeier (* 2. September 1964 in Konstanz) ist ein deutscher Musiktheoretiker und Pianist. Seit 2017 ist er der siebte Rektor der Hochschule für Musik in Freiburg im Breisgau.

## Leben
Holtmeier wuchs in Bielefeld auf. Bereits im Alter von 15 Jahren studierte er als Jungstudent an der Hochschule für Musik Detmold. Nach dem Abitur in Bielefeld absolvierte er seinen Wehrdienst als Klarinettist im Luftwaffenmusikkorps Münster. Parallel dazu setzte er sein Klavierstudium an der Detmolder Musikhochschule und später an den Conservatoires de musique in Genf und Neuchâtel fort und legte 1992 das Konzertexamen ab. Außerdem studierte er Musiktheorie, Musikwissenschaft, Schulmusik, Geschichte und Germanistik in Freiburg und Berlin. 2010 wurde er an der TU Berlin mit einer Arbeit zur Rezeption der musiktheoretischen Schriften Jean-Philippe Rameaus promoviert.
Er lehrte als Musiktheoretiker an der Hochschule für Musik Freiburg und als Musikwissenschaftler an der Hochschule für Musik „Hanns Eisler“ Berlin. Von 2000 bis 2003 war er Professor für Musiktheorie an der Hochschule für Musik Carl Maria von Weber Dresden, seit 2003 hat er eine Professur an der Musikhochschule Freiburg inne, wo er außerdem von 2012 bis 2017 das Amt des Prorektors bekleidete. Seit dem 1. Oktober 2017 ist er in der Nachfolge von Rüdiger Nolte Rektor der Freiburger Musikhochschule. Ferner war er von 2007 bis 2009 Dozent für historische Satzlehre an der Schola Cantorum Basiliensis, Basel.
Bis 2017 war Ludwig Holtmeier Mitherausgeber der Zeitschrift Musik & Ästhetik. Er war Präsident der Gesellschaft für Musik und Ästhetik sowie Gründungsmitglied und Vizepräsident der Gesellschaft für Musiktheorie (2000–2004). Als Liedbegleiter (Hammerklavier) spielte er mehrere CDs ein. Seine Forschungsschwerpunkte liegen in der Geschichte der Musiktheorie, Analyse und Wiener Schule.

## Veröffentlichungen (Auswahl)
- Nicht Kunst? Nicht Wissenschaft? Zur Lage der Musiktheorie. In: Musik & Ästhetik 1, 1997, S. 119–136.
- mit Eckehard Kiem (Hrsg.): Richard Wagner und seine Zeit. Laaber, Laaber 2003, ISBN 978-3-921518-95-3.
- Heinichen, Rameau, and the Italian Thoroughbass Tradition: Concepts of Tonality and Chord in the Rule of the Octave. In: Journal of Music Theory 51/1, 2007, S. 5–49.
- Implizite Theorie: Zum Akkordbegriff der italienischen Generalbass-Theorie. In: Basler Jahrbuch für Historische Musikpraxis 31, 2007, S. 149–170.
- Funktionale Mehrdeutigkeit, Tonalität und arabische Stufen. Überlegungen zu einer Reform der harmonischen Analyse. In: Zeitschrift der Gesellschaft für Musiktheorie (ZGMTH). Bd. 8, Nr. 3, 2011, ISSN 1862-6742, S. 465–487 (online).
- mit Johannes Menke und Felix Diergarten: Solfeggi, Bassi e Fughe. Georg Friedrich Händels Übungen zur Satzlehre. Florian Noetzel Verlag, Wilhelmshaven 2013, ISBN 978-3-7959-0906-2.
- Rameaus langer Schatten. Studien zur deutschen Musiktheorie des 18. Jahrhunderts. Dissertation TU Berlin 2010. Druckfassung: Georg Olms Verlag, Hildesheim 2017, ISBN 978-3-487-15547-0.